# Conistra conspadicea
Conistra conspadicea là một loài bướm đêm trong họ Noctuidae.